# Élections générales philippines de 2007
Les élections générales philippines de 2007 se sont tenues le 14 mai 2007 et comprenaient les élections législatives et locales. Les positions à élire incluaient la moitié des sièges du Sénat, qui sont élus pour un mandat de six ans, et l'ensemble des sièges de la Chambre des représentants, qui sont élus pour des mandats de trois ans. Les nouveaux élus de cette élection ont rejoint les sénateurs élus lors des élections de 2004 (en) pour former le 14e Congrès des Philippines.
La majorité des représentants ont été élus directement. Quelques représentants ont été élus à partir du système de liste de parti. Seulement les partis représentant des groupes marginaux étaient autorisés à se présenter dans l'élection de la liste de parti. Pour remporter un siège, un parti devait récolter 2 % des votes et aucun parti de la liste de parti ne peut avoir plus de trois sièges. Après l'élection, dans une décision controversée, la Commission des élections (en) a changé la façon d'allouer les sièges de la liste de parti. Selon cette nouvelle formule, un seul parti peut avoir le maximum de trois sièges. Elle a basé sa décision sur une formule comprise dans une décision de la Cour suprême.
Des élections locales pour des gouverneurs, des vice-gouverneurs, des sièges sur des conseils provinciaux et municipaux ont eu lieu simultanément.

## Résultats
|        | Parti              | Remportés | Sièges | %    |
| ------ | ------------------ | --------- | ------ | ---- |
|        | Lakas-CMD          | 0         | 4      | 16,7 |
|        | Libéral            | 2         | 4      | 16,7 |
|        | Parti nationaliste | 2         | 3      | 12,5 |
|        | NPC                | 2         | 2      | 8,3  |
|        | UNO (en)           | 2         | 2      | 8,3  |
|        | LDP                | 1         | 2      | 8,3  |
|        | KAMPI (en)         | 1         | 1      | 4,2  |
|        | Indépendant        | 1         | 1      | 4,2  |
|        | PMP                | 0         | 2      | 4,2  |
|        | PDP–Laban          | 1         | 1      | 4,2  |
|        | PPR (en)           | 0         | 1      | 4,2  |
| Totaux | Totaux             | 12        | 23     | 95,8 |

|            | Parti              |        | Coalition       | Sièges | %    |
| ---------- | ------------------ | ------ | --------------- | ------ | ---- |
|            | Lakas-CMD          |        | TEAM Unity (en) | 89     | 33,1 |
|            | KAMPI (en)         |        | TEAM Unity (en) | 44     | 16,4 |
|            | NPC                |        | Divisé          | 28     | 10,4 |
|            | Libéral            |        | GO (en)         | 23     | 8,6  |
|            | Parti nationaliste |        | Divisé          | 11     | 4,1  |
|            | LDP                |        | TEAM Unity (en) | 5      | 1,9  |
|            | PDP–Laban/UNO (en) |        | GO (en)         | 5      | 1,9  |
|            | PMP                |        | GO (en)         | 4      | 1,5  |
|            | PSDP               |        | TEAM Unity (en) | 3      | 1,1  |
|            | KBL                |        | Non attaché     | 1      | 0,4  |
|            | Lingkod Taguig     |        | TEAM Unity (en) | 1      | 0,4  |
|            | Indépendants       |        | Divisé          | 4      | 1,5  |
| Totaux     | Totaux             | Totaux | Totaux          | 218    | 80,4 |
| Coalitions |                    |        |                 |        |      |
|            |                    |        | TEAM Unity (en) | 142    | 52,8 |
|            |                    |        | Divisé          | 43     | 16,0 |
|            |                    |        | GO (en)         | 37     | 13,8 |
|            |                    |        | Non attaché     | 1      | 0,4  |
| Totaux     | Totaux             | Totaux | Totaux          | 218    | 80,4 |

## Annexe